# Cichorium
Cichorium là một chi thực vật có hoa trong họ Cúc (Asteraceae).

## Các loài
Chi Cichorium gồm các loài:
- Tổ Cichorium:
  - Cichorium bottae Deflers, 1889: Saudi Arabia, Yemen.
  - Cichorium calvum Sch.Bip. ex Asch., 1867: Ethiopia. Du nhập vào Afghanistan, Ai Cập, Áo, Bồ Đào Nha, Đức, Pháp, Palestine.
  - Cichorium endivia L., 1753: Ai Cập, Palestine. Du nhập vào Bỉ, Bulgaria, quần đảo Gilbert, quần đảo Mariana, Sicilia. Theo Phạm Hoàng Hộ có trồng tại vùng núi cao Việt Nam, với tên gọi ăng điu, khổ thảo.[7]
  - Cichorium glandulosum Boiss. & A.Huet, 1856: Iran, Thổ Nhĩ Kỳ.
  - Cichorium intybus L.: Bản địa từ châu Âu tới Trung Á và Tây Himalaya, Macaronesia tới Bắc Phi. Du nhập rộng khắp thế giới. Theo Phạm Hoàng Hộ có trồng tại vùng núi cao Việt Nam, với tên gọi cải ô rô, diếp xoắn, diếp xoăn.[8]
    - Cichorium intybus subsp. intybus
    - Cichorium intybus subsp. spicatum I.Ricci, 2007

  - Cichorium pumilum Jacq., 1771: Bản địa từ Nam Âu, Bắc Phi tới Trung Á, Tân Cương. Du nhập vào Đức và Ba Lan.
- Tổ Acanthophyton:
  - Cichorium spinosum L.: Cyprus, các đảo Đông Aegea, Hy Lạp, Italia, Kriti, Libya, Sicilia, Tây Ban Nha, Thổ Nhĩ Kỳ.

### Lai ghép và chưa xác định
- Cichorium dubium E.H.L.Krause, 1906[9]: Italia.
- Cichorium hybridum Halácsy, 1902 = C. pumilum × C. spinosum[10]: Đảo Mykonos, Hy Lạp.